# Price-Custom Bikes/Saison 2010
Dieser Artikel listet Erfolge und Mannschaft des Radsportteams Price-Custom Bikes in der Saison 2010 auf.

## Erfolge in der UCI Europe Tour
In den Rennen der Saison 2010 der UCI Europe Tour gelangen die nachstehenden Erfolge.
| Datum        | Rennen                                | Kat. | Fahrer           |
| ------------ | ------------------------------------- | ---- | ---------------- |
| 18. Juni     | 1. Etappe Tour des Pays de Savoie     | 2.2  | Nicolas Schnyder |
| 17.–20. Juni | Gesamtwertung Tour des Pays de Savoie | 2.2  | Nicolas Schnyder |

## Mannschaft
| Name                      | Geburtstag         | Nationalität | Team 2009                              |
| ------------------------- | ------------------ | ------------ | -------------------------------------- |
| Marcel Aregger            | 26. August 1990    | Schweiz      | Neoprofi                               |
| Loïc Aubert               | 19. Januar 1990    | Schweiz      | Neoprofi                               |
| Ivan Boutellier           | 1. Januar 1989     | Schweiz      | Neoprofi                               |
| Daniel Henggeler          | 29. Dezember 1988  | Schweiz      | Nazionale Elettronica New Slot-Hadimec |
| Samuel Horstmann          | 26. August 1990    | Schweiz      | Neoprofi                               |
| Lukas Kalt                | 26. Januar 1987    | Schweiz      | Neoprofi                               |
| David Locher              | 7. November 1983   | Schweiz      | Neoprofi                               |
| Tobias Lussi              | 8. März 1990       | Schweiz      | Neoprofi                               |
| Bernhard Oberholzer       | 8. September 1985  | Schweiz      | Nazionale Elettronica New Slot-Hadimec |
| Andreas Rutishauser       | 28. September 1967 | Schweiz      | Neoprofi                               |
| Elias Schmäh              | 26. September 1986 | Schweiz      | Vorarlberg-Corratec                    |
| Nicolas Schnyder          | 9. Juni 1987       | Schweiz      | Hadimec (2006)                         |
| Hubert Schwab (ab 01.07.) | 5. April 1982      | Schweiz      | Vorarlberg-Corratec                    |
| Fabien Wolf               | 22. Juni 1984      | Schweiz      | Atlas Romer’s Hausbäckerei             |
| Stagiaires                | Stagiaires         | Nationalität | Nationalität                           |
| Jan Keller                | Jan Keller         | Schweiz      |                                        |
| Patrick Schelling         | Patrick Schelling  | Schweiz      |                                        |